# Trutnov střed
Trutnov střed – stacja kolejowa w miejscowości Trutnov, w kraju hradeckim, w Czechach. Znajduje się na wysokości 400 m n.p.m.
Jest zarządzana przez Správę železnic. Na stacji nie ma możliwości zakupu biletów, a obsługa podróżnych odbywa się w pociągu.

## Linie kolejowe
- 032 Jaroměř - Trutnov
- 043 Trutnov - Žacléř
- 047 Trutnov - Teplice nad Metují